# لاکهید ایکس‌اف‌ام-۲
لاکهید ایکس‌اف‌ام-۲ (به انگلیسی: Lockheed XFM-2) یک هواگرد ساختِ کارخانهٔ لاکهید کورپوریشن در کشور ایالات متحده آمریکا است . نخستین استفاده‌کنندهٔ این هواگرد تفنگداران هوایی ارتش ایالات متحده آمریکا بوده‌است.